# Myrcia neesiana
Myrcia neesiana är en myrtenväxtart som beskrevs av Dc.. Myrcia neesiana ingår i släktet Myrcia och familjen myrtenväxter. Inga underarter finns listade i Catalogue of Life.